# Francis Lopez
Francis Lopez, nom real Francisco López, (Montbéliard (Doubs), 15 de juny, 1916 - París, 5 de gener, 1995), va ser un compositor francès.

## Biografia
1916-1939Infància i joventut

Va ser per casualitat, a causa de la guerra, que Francis Lopez nasqués a Montbéliard, ja que el seu pare estava destinat a Belfort en aquell moment. De fet, era basc d'origen i per la seva infància i adolescència.
El seu pare, Francisco López, nascut a Lima, Perú, el 1889, provenia d'una de les moltes famílies basques espanyoles que, al segle XIX, havien emigrat a Sud-amèrica, igual que la seva mare, Berta Jambreau Ena, que provenia d'una família de bascos francesos d'Hendaia, al País Basc francès, i va néixer a Buenos Aires, Argentina. Aquesta última, després de la mort del seu pare, va venir a establir-se a Hendaia, on va conèixer el seu futur marit, que s'acabava d'instal·lar allà per exercir de dentista.
La família es va traslladar de Montbéliard, on va néixer Francis Lopez, a Baiona, però el seu pare va morir quan ell només tenia cinc anys. Francis Lopez va passar la seva joventut a Biarritz, on la seva mare regentava un negoci, i a Saint-Jean-de-Luz. Després d'anar a l'institut a Pau, va anar a París a estudiar medicina, amb l'objectiu de convertir-se en dentista com el seu pare. Un pianista aficionat hàbil (també va aprendre a tocar el violí), tocava les vetllades en cabarets i bars, com ara "Le Jockey" a Montparnasse i "Le Coq d'Or" al Barri Llatí, per pagar-se parcialment els estudis, però sense plantejar-se una carrera musical.

## 1939-1945: Inicis en el cant
Havent optat per la nacionalitat francesa (va néixer a França, però de pares nascuts a l'estranger), Francis Lopez va ser mobilitzat el setembre de 1939, a l'inici de la guerra, i va ser durant els preparatius de la festa de Nadal de la seva unitat que va compondre les seves primeres cançons. Ferit el 1940 i tornant a la vida civil, va obrir una clínica dental a París, mentre continuava component cada vespre. A la comunitat basca de la capital, Francis Lopez va conèixer el cantant André Dassary, que treballava amb el director i arranjador Raymond Legrand. El 1942, va obtenir un èxit considerable amb quatre cançons interpretades per l'orquestra Raymond Legrand: Le Rat des villes i Le Rat des champs, Perrette, Jim i Refrain sauvage, aquest últim títol que aviat va guanyar el Grand Prix du disque. A partir d'aleshores, Francis Lopez va gaudir d'una sèrie d'èxits amb artistes prestigiosos com Lucienne Delyle, Léo Marjane, Maurice Chevalier i Tino Rossi, així com amb el debutant Georges Guétary, a l'èxit del qual va contribuir en gran manera amb "Caballero", "Robin des Bois" i "À Honolulu", cançons que eren en boca de tothom en aquell moment. També va provar sort amb el cant, component ocasionalment cançons per a les quals va escriure les lletres (Ma midinette, Heureux comme un roi), i fins i tot va assumir la direcció artística del cabaret "Le Parnasse" durant un curt període.

## 1945-1970: Fama
A finals de 1945, Francis Lopez, ja reconegut com a compositor de cançons d'èxit, es va veure obligat a escriure la seva primera opereta, La Belle de Cadix, en poques setmanes, amb llibret de Raymond Vincy, Marc Cab i Emille Audiffred. L'estrella era un cantant aleshores gairebé desconegut, Luis Mariano. Aquest espectacle, muntat amb recursos limitats, es va estrenar al Casino Montparnasse el 22 de desembre de 1945. Es van planejar unes cinquanta representacions: l'obra duraria gairebé dos anys. La Belle de Cadix va marcar l'inici de la col·laboració del trio format per Raymond Vincy, Francis Lopez i Luis Mariano, que dominarien l'escena de l'opereta durant més de vint anys i acumularien èxits. Després del triomf de la seva primera opereta, Francis Lopez va començar a compondre una obra musicalment més ambiciosa: Andalousie, estrenada a la "Gaîté Lyrique" el 25 d'octubre de 1947, de nou protagonitzada per Luis Mariano.
Amb la reputació de Francis Lopez ara fermament establerta, va produir opereta rere opereta, amb llibrets de Raymond Vincy (generalment sol, però de vegades en col·laboració), a una mitjana d'una per any, algunes d'elles comèdies musicals (Quatre jours à Paris, 1948; Monsieur Bourgogne, 1949), les altres obres espectaculars que van portar aquest gènere al seu punt àlgid (Pour Don Carlos, el 1950, amb Georges Guétary; Le Chanteur de Mexico, el 1951, amb Luis Mariano). Amb Le Chanteur de Mexico creat al Théâtre du Châtelet (així com Pour Don Carlos), Francis Lopez, que aleshores tenia 35 anys, va estar al cim de la seva glòria. Durant deu anys, va tenir una sèrie de triomfs: La Route fleurie a l'ABC (1952), amb Georges Guétary, Bourvil i Annie Cordy; In Jamaica a la Porte-Saint-Martin (1954), amb Jeanne Sourza i Christian Selva; El Velló d'Or, al Châtelet (1954), amb André Dassary; Mediterrània, de nou al Châtelet (1955), la primera opereta interpretada per Tino Rossi; Cap de Linotte a l'ABC (1957), amb Annie Cordy i Jean Richard.
Els anys seixanta van ser menys brillants. La moda ara era el "yéyé", més rítmic que melòdic, que era arreu en el camp de les varietats. Francis Lopez va fer algunes concessions a la nova moda, introduint el "twist" a les seves noves operetes (Visa pour l'amour, amb Luis Mariano i Annie Cordy, el 1961, i especialment Le Temps des guitares, escrita el 1963 per a Tino Rossi, on la influència dels nous ritmes era encara més notable, i on es va recórrer a un cantant de la nova generació (Josy Andrieu)). Tanmateix, l'opereta per a la gran pantalla no es va abandonar. Maurice Lamy, successor de Maurice Lehmann al capdavant del Châtelet, va encarregar Le Prince de Madrid, creada el març de 1967 amb Luis Mariano com a protagonista i que va durar dos anys. El maig de 1968, va morir Raymond Vincy, el col·laborador de tants èxits. Per al nou espectacle, La Caravelle d'Or, que s'estrenava al Châtelet el desembre de 1969, Jean Valmy va ser cridat a escriure el llibret i Jacques Plante la lletra. Malalt, Luis Mariano es va veure obligat a abandonar els escenaris després d'unes setmanes de representacions; va morir el 14 de juliol de 1970 a París. Del trio que va fer famosa l'opereta francesa als anys cinquanta (Francis Lopez, Raymond Vincy i Luis Mariano), el compositor va ser l'únic supervivent. Tanmateix, el seu èxit va continuar sense parar. A les províncies, Rudy Hirigoyen va donar protagonisme a Viva Napoli! el 1969, abans d'una reemissió reeixida a París al Théâtre Mogador el setembre de 1970.

## 1970-1994: Les dificultats
A principis dels anys setanta, l'opereta estava innegablement en crisi, mentre que la música rock guanyava terreny i el musical americà estava de moda entre les generacions més joves. La "Gaîté-Lyrique" havia tancat, Mogador buscava una nova vida i el Châtelet estava en fallida després de la mort de Marcel Lamy. Per evitar el seu tancament, Francis Lopez va ser cridat a ser director artístic. En una emergència, va decidir representar-hi Gipsy, una opereta creada a Lille el desembre de 1971, a causa de la manca d'un local parisenc, protagonitzada per un debutant, José Todaro. A partir del febrer de 1972, l'obra va ser un triomf cada nit al Châtelet (s'hi representaria més de 600 vegades). Dirigida pel director d'orquestra André Martial, Els tres mosqueters, una "opereta occidental" amb un llibret adaptat lliurement de l'obra d'Alexandre Dumas, va seguir el febrer de 1974, protagonitzada pel tenor Mario Brunini, que va morir poc després. Després va arribar FIESTA, creada el 1975 amb el tenor Franck Villano i Maria Candido com a protagonistes. Volga, creada al Châtelet el novembre de 1976 amb José Todaro i Maria Candido, seria l'última opereta a gran escala de Francis Lopez. Es representaria durant dinou mesos. Mentrestant, en desacord amb la companyia concessionària del Châtelet, Francis Lopez havia renunciat a la gestió del teatre. El 1979, la ciutat de París va decidir assumir-ne l'explotació directa i, tornant a la seva vocació del segle XIX sota el nom de Théâtre Musical de Paris, convertir-lo principalment en una sala de concerts.
Com que el Théâtre Mogador seguia un destí similar, Francis Lopez ja no podia concebre un gran espectacle d'operetes. Va haver de conformar-se amb locals modestos (Renaissance, Élysée-Montmartre, Eldorado), sense fossa d'orquestra. A partir d'aleshores, els cantants només anaven acompanyats per uns quants instruments, dominats per un sintetitzador; de vegades fins i tot s'utilitzava una cinta magnètica. Això estava molt lluny de les riques orquestracions de Jacques-Henry Rys o Paul Bonneau. Amb escenaris petits sense maquinària, la posada en escena era, doncs, extremadament limitada. Tot i això, Francis Lopez no es va rendir: el catàleg de les seves obres de 1979 a 1994 incloïa una vintena de títols, a una mitjana d'una opereta produïda cada any, però ara només eren un ressò de la seva glòria passada. És difícil saber la contribució exacta que Francis Lopez va fer a la partitura musical de la majoria de les produccions de la darrera part de la seva carrera, ja que nombroses "àries addicionals" escrites per la seva dona Anja, i més tard pel seu fill Rodrigo, s'incloïen regularment a les operetes que va escriure a la dècada de 1980. Per als papers principals de les seves obres posteriors, Francis Lopez va contractar Gésip Légitimus com a director artístic i va recórrer a artistes que, en l'apogeu de la dècada de 1950, havien portat a l'èxit les seves produccions més famoses, però que inevitablement havien envellit (Georges Guétary, Rudy Hirigoyen, Maria Candido, Josy Andrieu), o nous talents, cap dels quals va aconseguir establir-se realment (José Villamor, Katia Tchenko, Ricardo Garcia, Tony Gama, Richard Finell, Chris Keller).

## Llegat
Francis Lopez va morir als 78 anys, deixant enrere una obra considerable: una cinquantena d'operetes, un miler de cançons i la música d'una cinquantena de pel·lícules.
La producció, sovint decebedora, dels darrers anys de la seva carrera no hauria d'ocultar les qualitats d'un músic que, juntament amb Vincent Scotto, va ser un dels melodistes més grans del segle XX, i les tornades del qual, instantàniament atractives a l'oïda, van gaudir d'un èxit mundial durant uns quinze anys. Mentre que París ha descuidat Francis Lopez aquests dies (la represa del 2006 de El cantor de México no va ser un gran èxit), les províncies li romanen fidels. Cada any, s'escenifiquen representacions en una ciutat o altra de La Belle de Cadix, Andalusia, Quatre dies a París o alguna altra opereta d'un compositor que, rebutjat per l'elit intel·lectual del seu temps, continua sent un dels músics més populars del segle XX.

## Vida personal
Estava promès amb la cantant Maria Lopez. Es va divorciar de Colette Vaillant. Vidu de Sylvia Sinclair, el nom real de la qual era Helga Tatiana Bernt, nascuda el 10 de novembre de 1933, actriu que va morir als 26 anys el 20 de novembre de 1959 a París, després d'una leucèmia fulminant. S'hi havien casat un any abans, el 7 de novembre de 1958. Vidu d'Anja (nascuda com a Käthe Rubush a Alemanya), que va morir als 41 anys el 20 de maig de 1986 en l'accident davant la costa del Cap d'Antibes de l'helicòpter que la portava des de Mònaco, on vivia, fins a l'aeroport de Mandelieu, on l'esperava un jet privat. Va tenir un fill, Rodrigo, el 1965. Ell i Anja van viure amb ells durant molt de temps en un edifici de classe mitjana al 8è districte de París. El 5 de juny de 1990 es va casar amb Catherine du Puy-Montbrun, 36 anys més jove que ell.
Anja i Francis estan enterrats al cementiri de Montmartre, 31a Divisió, Avenue de la Croix. El notable monument és obra de l'escultor italià Ettore Cedraschi (It) (1909-1996).

## Obra
Per conèixer la immensa obra de Francis López, aneu al seu arxiu de la Viquipèdia francesa.